# Système éducatif à Wallis-et-Futuna
Le système éducatif de Wallis-et-Futuna est le même que dans le reste de la France, avec quelques adaptations liées au statut et à la formation des enseignants du primaire, de compétence locale, au contenu pédagogique pouvant être enrichi par les différentes collectivités pour y intégrer les spécificités culturelles, historiques et géographiques du Territoire. Par la place importante de la religion catholique sur le territoire, l'enseignement de premier degré est délégué à la Mission catholique et le second degré relève de l'enseignement public sous l'édit du vice-rectorat du territoire. Wallis-et-Futuna requiert aussi la particularité, comme la Nouvelle-Calédonie d'être la seule collectivité de la République à faire correspondre ses « grandes vacances » avec la saison chaude, ce qui fait que son année scolaire s'échelonne de la mi-février jusqu'à la mi-décembre.

## Historique

### XIXesiècle
Historiquement, les missionnaires catholiques, installés à partir de 1842, ont été les premiers à créer un séminaire et des écoles pour former la population locale. Les missionnaires chargés de l'éducation sur le territoire n'arrivent pas à amener suffisamment d'élèves sur les bancs des écoles et les résultats ne sont pas ceux attendus. Au milieu du XIXe siècle, il est étudié l'hypothèse par les missionnaires d'envoyer les enfants dans des collèges à Sydney pour leurs assurés une instruction plus stable. Cependant, cette idée ne verra pas le jour et sera remplacer par l'envoi d'enfant à partir de 1851 auprès des Pères de Tonga et Samoa.

### XXesiècle

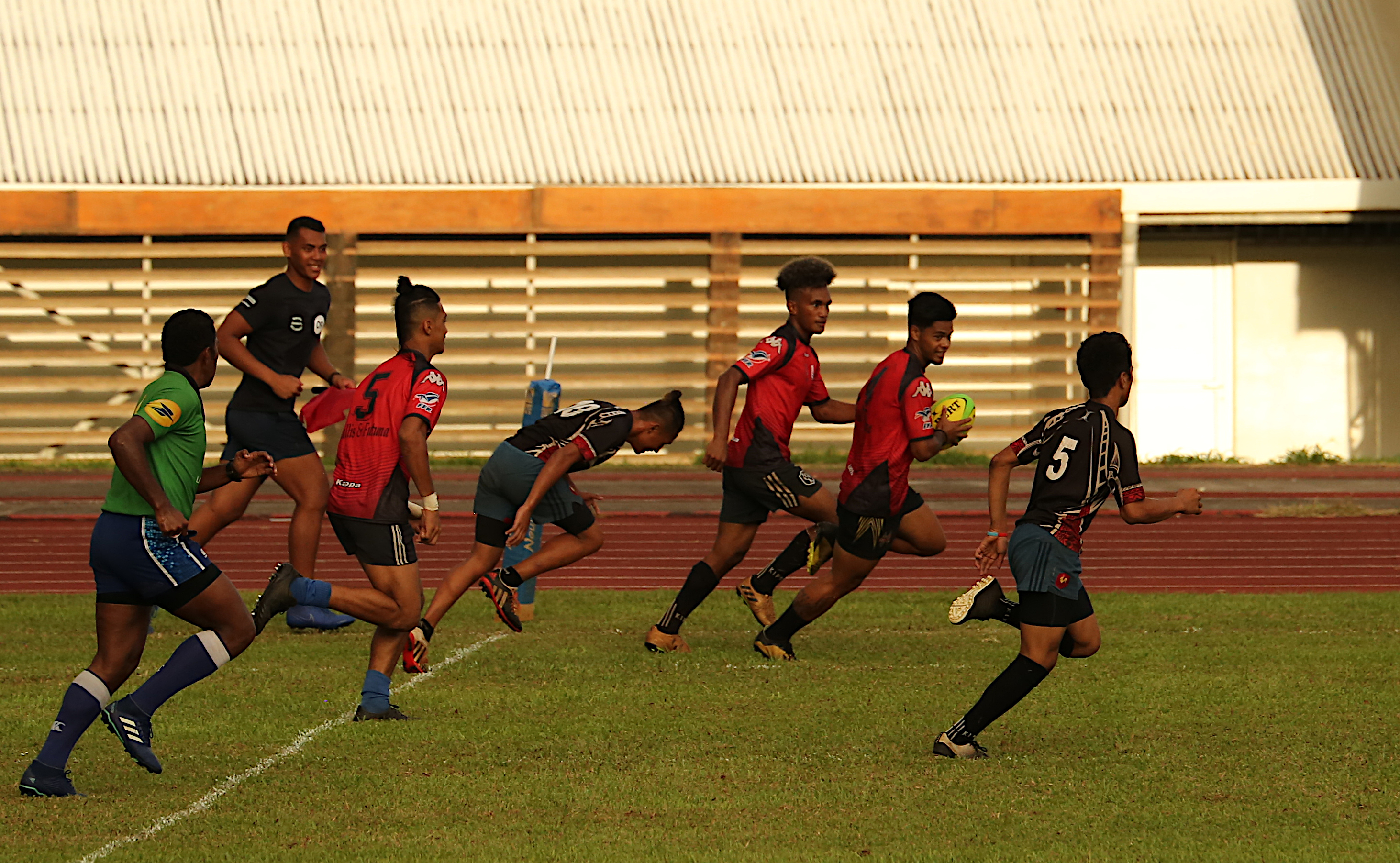

En 1933, le résident David tente d'ouvrir une école publique, composés de 140 élèves wallisien, elle est l'un de ses projets majeurs de sa politique. Elle permet d'y faire de premiers tests et détecter les élèves illettrés, une quarantaine parmi les 140. Mais par le manque de professeur, une unique institutrice, les cours n'étaient que dispenser quatre heures par semaine. L'année scolaire suivante, l'effectif d'élèves est donc réduit à la baisse. Les résultats sont nettement plus positifs et il était noté que les élèves voulaient continuer leur scolarité à Nouméa. Ces départs étaient accordés pour les trois meilleurs élèves par le résident.
L'enseignement se fait en wallisien et en futunien jusqu'en 1961, puis en français (voir langues à Wallis-et-Futuna). En 1969, dix ans après le référendum de 1959 établissant le territoire d'outre-mer, une convention est signée par l’État, représenté par le préfet, et la mission catholique, représentée par l'évêque, et qui délègue l'enseignement primaire au diocèse de Wallis-et-Futuna.
Sur le plan éducatif, le territoire a le statut de vice-rectorat. Toutefois, l'enseignement primaire est totalement concédé par l'État au diocèse de Wallis-et-Futuna. Ainsi, la séparation de l’Église et de l’État de 1905 n'a pas cours sur le territoire.
La formation des professeurs locaux a longtemps constitué une revendication des personnels. Pendant une trentaine d'années, il n'existe aucune structure à Wallis-et-Futuna pour former les enseignants du primaire. Au milieu des années 1990, une antenne de l'IUFM est installée à Wallis, avec l'objectif de fournir une formation professionnelle comparable à celle des instituteurs de métropole. Néanmoins, l'antenne de l'IUFM ferme ses portes en 2009 et la formation est transférée en Nouvelle-Calédonie.

### Depuis 2000
En 2000, dans l'optique de mise en place d'épreuves de langues wallisienne et futunienne au baccalauréat dans le territoire, la création de l'académie des langues était imaginée optique purement scolaire pour que ces langues puissent être incluses dans la Loi Deixonne. Depuis 2016, il est ainsi possible de présenter le wallisien ou le futunien au baccalauréat. En 2018, le wallisien devient une épreuve optionnelle au diplôme national du brevet (DNB).

## Enseignement

### Enseignement primaire

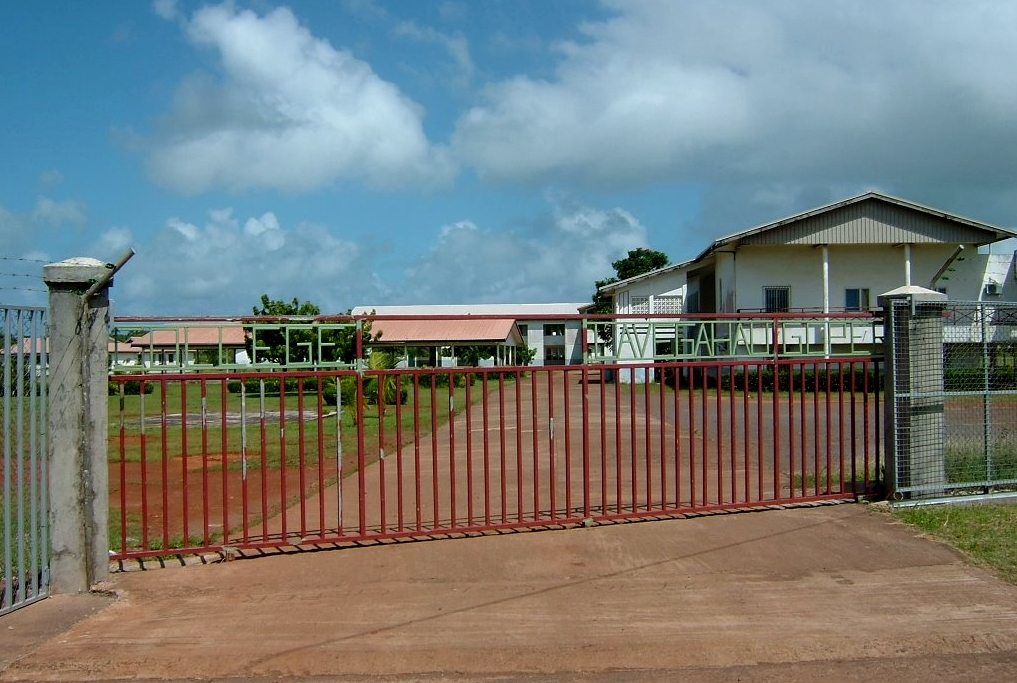
Le collège et lycée professionnel Vaimoana à Lavengahau, sur l'île de Wallis.

L’enseignement primaire à Wallis-et-Futuna est placé sous l’égide de la Direction de l’Enseignement Catholique. L’État finance alors les écoles primaires et rembourse les dépenses de la mission. En 1969, il y a neuf écoles primaires ; en 2012, on compte 16 écoles primaires qui accueillent 1750 élèves encadrés par 170 employés. Cette convention est renouvelée tous les cinq ans. La catéchèse fait partie des matières enseignées et la religion catholique est pleinement intégrée à l'enseignement du premier degré, même si les lois françaises renforcent la laïcité à l'école, notamment celle du 15 mars 2004 interdisant les symboles religieux en classe. Cela constitue un point important pour la population wallisienne et futunienne, à très grande majorité catholique.
L'État finance l'ensemble des charges liées à cet enseignement (enseignants et fonctionnement), les écoles étant construites sur le domaine public communautaire des villages selon le droit coutumier et le contrôle des lois qui définit l'usage foncier.

### Enseignement secondaire
L’enseignement secondaire est géré par le vice-rectorat. Le territoire compte six collèges, un lycée d'enseignement général (le lycée des îles Wallis et Futuna) et un lycée agricole. Les professeurs viennent pour la plupart de métropole, avec des contrats courts (deux ans, renouvelables une fois).
Le taux moyen d’encadrement est de 10,4 élèves par enseignant avec, en 2011, 570 personnels de l'éducation (dont 397 enseignants) pour 4 111 élèves.

### Analyse

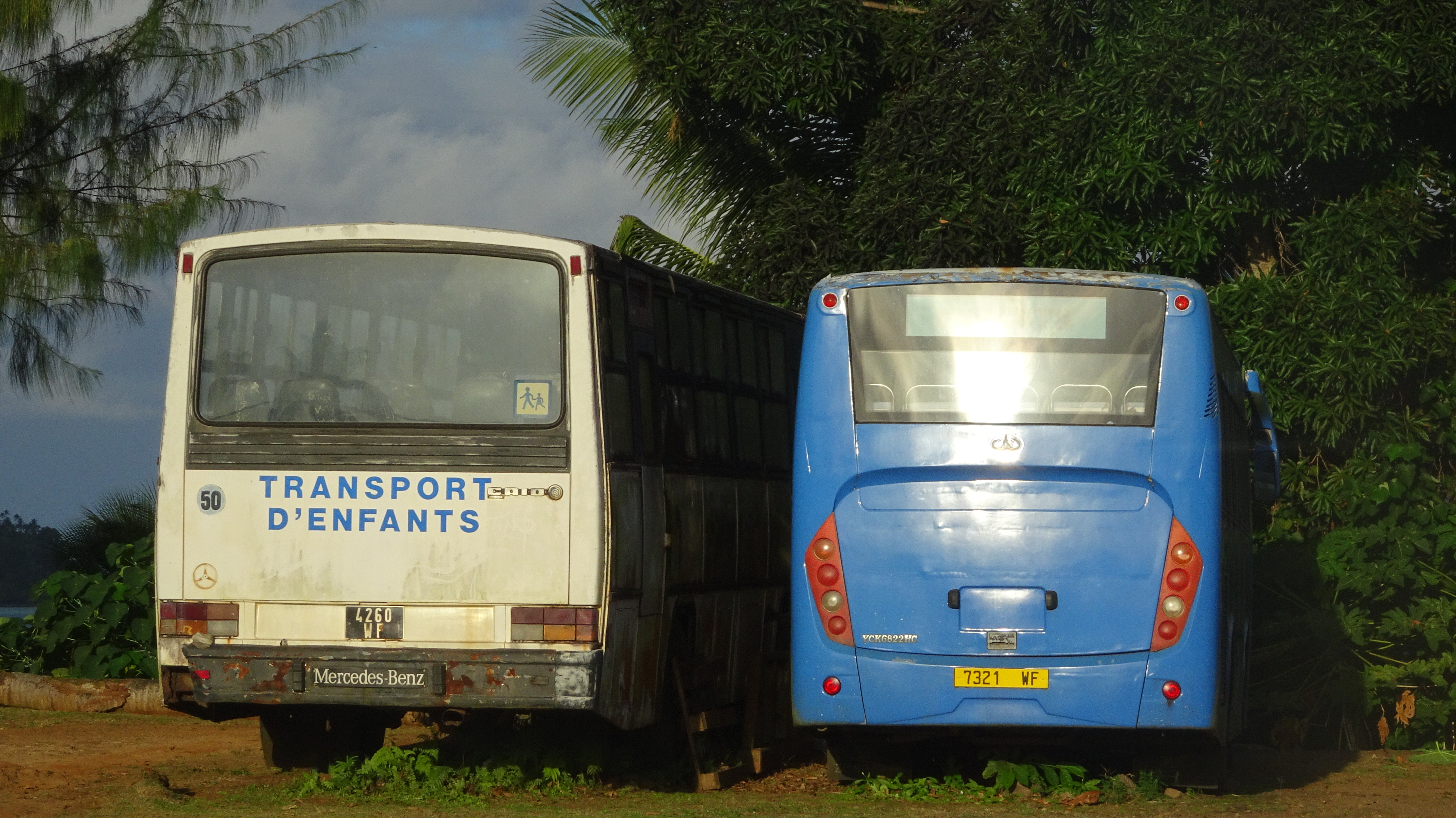
Bus scolaires à Wallis, juillet 2017.

Dans le primaire, les programmes scolaires sont adaptés de ceux enseignés en métropole. Ainsi, dans les écoles primaires, l'histoire de France est enseignée et l'histoire de l'Océanie et de la Polynésie avant le contact occidental n'est pas abordée. Cela est vu, pour Prinsen, Lotti et Worliczek (2022) comme la manifestation d'une nationalité française partagée. Pour autant, une identité locale s'affirme, complémentaire de l'identité métropolitaine. Des négociations permettent d'adapter de part et d'autre les sujets et les méthodes d'enseignement. Ainsi, l'enseignement en langue wallisienne et futunienne a été mis en place et accepté par l’État, tandis que l’Église catholique a accepté l'interdiction des châtiments corporels. La collaboration entre enseignants locaux, autorités politiques locales, membres du clergé et les autorités scolaires métropolitaines est bénéfique pour les deux parties : elle permet d'augmenter le nombre d'employés locaux, améliorer leur salaires et leur formation, tout en réduisant les coûts pour l’État français par rapport à un système éducatif public. Toutefois, ce processus se réalise à travers des confrontations, voire des conflits entre deux identités (locale/métropolitaine). Ainsi, beaucoup de Wallisiens et de Futuniens auraient souhaité que l'enseignement secondaire soit également dévolu localement à la mission, et non pas séparé. D'autre part, des problèmes de rémunération et de statuts non respectés sont dénoncés par les enseignants dans les années 1990, qui se mettent en grève à plusieurs reprises. Ces conflits occasionnent souvent la renégociation de la convention entre la mission et l’État. Le financement des travaux d'entretien des bâtiments ou du matériel scolaire est également un point d'achoppement entre la mission et l’État, alors que le coût de la vie est plus élevé à Wallis-et-Futuna qu'en métropole et que le climat tropical entraîne une dégradation plus rapide des équipements et des bâtiments. Cela est perçu par les élites wallisiennes et futuniennes comme un traitement inégal de la part de la métropole.